# Alvarado (Texas)
Alvarado és una població dels Estats Units a l'estat de Texas. Segons el cens del 2006 tenia 3.288 habitants.

## Demografia
Segons el cens del 2000, Alvarado tenia 3.288 habitants, 1.151 habitatges, i 834 famílies. La densitat de població era de 325,5 habitants/km².
Dels 1.151 habitatges en un 37,6% hi vivien nens de menys de 18 anys, en un 51,8% hi vivien parelles casades, en un 13,6% dones solteres, i en un 27,5% no eren unitats familiars. En el 23,5% dels habitatges hi vivien persones soles l'11,3% de les quals corresponia a persones de 65 anys o més que vivien soles. El nombre mitjà de persones vivint en cada habitatge era de 2,77 i el nombre mitjà de persones que vivien en cada família era de 3,26.
Per edats la població es repartia de la següent manera: un 29,6% tenia menys de 18 anys, un 9% entre 18 i 24, un 28,5% entre 25 i 44, un 20,2% de 45 a 60 i un 12,7% 65 anys o més.
L'edat mediana era de 32 anys. Per cada 100 dones de 18 o més anys hi havia 93,2 homes.
La renda mediana per habitatge era de 31.166$ i la renda mediana per família de 36.471$. Els homes tenien una renda mediana de 30.690$ mentre que les dones 22.181$. La renda per capita de la població era de 14.476$. Aproximadament l'11,7% de les famílies i el 14,1% de la població estaven per davall del llindar de pobresa.

## Poblacions més properes
El següent diagrama mostra les poblacions més properes.